# (35484) 1998 FC14
1998 FC14 (asteroide 35484) é um asteroide da cintura principal. Possui uma excentricidade de 0.06632470 e uma inclinação de 12.59702º.
Este asteroide foi descoberto no dia 25 de março de 1998 por NEAT em Haleakala.